# Lista de governadores do Wyoming
O governador do Wyoming é o chefe do poder executivo do estado norte-americano do Wyoming e comandante das forças armadas do estado. O governador deve fazer cumprir as leis do estado e aprovar ou vetar projetos formulados pela Assembleia Geral do Wyoming. O Território do Wyoming foi criado em 1868, e o estado foi admitido à União em 10 de julho de 1890.
O atual governador é o republicano Mark Gordon, no cargo desde 7 de janeiro de 2019.

## Lista de Governadores

### Governadores do Território do Wyoming
| Nº | Governador          | Imagem | Inicio de mandato | Fim de mandato |
| -- | ------------------- | ------ | ----------------- | -------------- |
| 1  | John Allen Campbell |        | 1869              | 1875           |
| 2  | John Milton Thayer  |        | 1875              | 1878           |
| 3  | John Wesley Hoyt    |        | 1878              | 1882           |
| 4  | William Hale        |        | 1882              | 1885           |
| 5  | Elliot S.N. Morgan  |        | 1885              | 1885           |
| 6  | Francis E. Warren   |        | 1885              | 1886           |
| 7  | George White Baxter |        | 1886              | 1886           |
| 8  | Elliot S.N. Morgan  |        | 1886              | 1887           |
| 9  | Thomas Moonlight    |        | 1887              | 1889           |
| 10 | Francis E. Warren   |        | 1889              | 1890           |

### Governadores do Estado do Wyoming
| Nº  | Governador            | Inicio do mandato       | Fim do mandato          | Partido     |
| --- | --------------------- | ----------------------- | ----------------------- | ----------- |
| 1.  | Francis E. Warren     | 11 de Outubro de 1890   | 24 de Novembro de 1890  | Republicano |
| 2.  | Amos W. Barber        | 24 de Novembro de 1890  | 02 de Janeiro de 1893   | Republicano |
| 3.  | John E. Osborne       | 02 de Janeiro de 1893   | 07 de Janeiro de 1895   | Democrata   |
| 4.  | William A. Richards   | 07 de janeiro de 1895   | 02 de Janeiro de 1899   | Republicano |
| 5.  | DeForest Richards     | 02 de janeiro de 1899   | 28 de Abril de 1903     | Republicano |
| 6.  | Fenimore Chatterton   | 28 de Abril de 1903     | 02 de Janeiro de 1905   | Republicano |
| 7.  | Bryant B. Brooks      | 02 de Janeiro de 1905   | 02 de Janeiro de 1911   | Republicano |
| 8.  | Joseph M. Carey       | 02 de Janeiro de 1911   | 04 de Janeiro de 1915   | Republicano |
| 9.  | John B. Kendrick      | 04 de Janeiro de 1915   | 26 de Fevereiro de 1917 | Democrata   |
| 10. | Frank L. Houx         | 26 de fevereiro de 1917 | 06 de janeiro de 1919   | Democrata   |
| 11. | Robert D. Carey       | 06 de Janeiro de 1919   | 01 de Janeiro de 1923   | Republicano |
| 12. | William Bradford Ross | 01 de Janeiro de 1923   | 02 de Outubro de 1924   | Democrata   |
| 13. | Frank E. Lucas        | 08 de Outubro de 1924   | 05 de Janeiro de 1925   | Republicano |
| 14. | Nellie Tayloe Ross    | 05 de Janeiro de 1925   | 03 de Janeiro de 1927   | Democrata   |
| 15. | Frank C. Emerson      | 03 de Janeiro de 1927   | 18 de Fevereiro de 1931 | Republicano |
| 16. | Alonzo M. Clark       | 18 de Fevereiro de 1931 | 02 de Janeiro de 1933   | Republicano |
| 17. | Leslie A. Miller      | 02 de Janeiro de 1933   | 02 de Janeiro de 1939   | Democrata   |
| 18. | Nels H. Smith         | 02 de Janeiro de 1939   | 04 de Janeiro de 1943   | Republicano |
| 19. | Lester C. Hunt        | 04 de Janeiro de 1943   | 03 de Janeiro de 1949   | Democrata   |
| 20. | Arthur G. Crane       | 03 de Janeiro de 1949   | 01 de Janeiro de 1951   | Republicano |
| 21. | Frank A. Barrett      | 01 de Janeiro de 1951   | 03 de Janeiro de 1953   | Republicano |
| 22. | C.J. "Doc" Rogers     | 03 de Janeiro de 1953   | 03 de Janeiro de 1955   | Republicano |
| 23. | Milward L. Simpson    | 03 de Janeiro de 1955   | 05 de Janeiro de 1959   | Republicano |
| 24. | John J. Hickey        | 05 de Janeiro de 1959   | 02 de Janeiro de 1961   | Democrata   |
| 25. | Jack R. Gage          | 02 de Janeiro de 1961   | 07 de Janeiro de 1963   | Democrata   |
| 26. | Clifford P. Hansen    | 07 de Janeiro de 1963   | 02 de Janeiro de 1967   | Republicano |
| 27. | Stanley K. Hathaway   | 02 de Janeiro de 1967   | 06 de Janeiro de 1975   | Republicano |
| 28. | Edgar J. Herschler    | 06 de Janeiro de 1975   | 05 de Janeiro de 1987   | Democrata   |
| 29. | Mike Sullivan         | 05 de Janeiro de 1987   | 02 de Janeiro de 1995   | Democrata   |
| 30. | Jim Geringer          | 02 de Janeiro de 1995   | 06 de Janeiro de 2003   | Republicano |
| 31. | Dave Freudenthal      | 06 de Janeiro de 2003   | 03 de Janeiro de 2011   | Democrata   |
| 32. | Matt Mead             | 03 de Janeiro de 2011   | 7 de janeiro de 2019    | Republicano |
| 33. | Mark Gordon           | 7 de Janeiro de 2019    | Em Exercício            | Republicano |